# 둔촌 푸르지오
둔촌 푸르지오(영어: Dunchon PRUGIO)는 대한민국 서울특별시 강동구 둔촌동에 위치한 아파트 단지이다. 이 아파트는 원래는 진흥기업이 신축하였던 길동 진흥아파트를 재건축한 아파트 단지이다. 최고 지상 25층이다. 드디어 했다.